# Hajran
Hajran is een bestuurslaag in het regentschap Batang Hari van de provincie Jambi, Indonesië. Hajran telt 656 inwoners (volkstelling 2010).